# 軌唱伝結
『軌唱伝結』（きしょうてんけつ）は、イトヲカシの2作目のミニアルバム。2013年11月3日に発売された。

## 概要
前作『音呼治心』から約1年ぶりのリリースである。
発売当初は同人サークル「エレキ堂」の商品としてコミックマーケット 85にて頒布され、2013年11月10日から通信販売が開始された。
| 発売日   | 規格                   | 規格品番        | 販売元   | 販売形式              |
| -------- | ---------------------- | --------------- | -------- | --------------------- |
| 11月3日  | デジタル・ダウンロード | TCJPR0000147396 | TuneCore | 音楽配信              |
| 11月3日  | CD                     | ELEK-0007       | エレキ堂 | コミックマーケット 85 |
| 11月10日 | CD                     | ELEK-0007       | エレキ堂 | 通信販売              |

## 収録内容
| 全編曲: レフティーモンスター & たるとP。 |                      |                      |                      |       |
| #                                        | タイトル             | 作詞                 | 作曲                 | 時間  |
| 1.                                       | 「やくそく」         | イトヲカシ           | イトヲカシ           | 5:10  |
| 2.                                       | 「Re;MilkyWay」      | レフティーモンスター | レフティーモンスター | 3:42  |
| 3.                                       | 「欠片」             | 伊東歌詞太郎         | 伊東歌詞太郎         | 3:48  |
| 4.                                       | 「うそつきだ、僕は」 | 伊東歌詞太郎         | 伊東歌詞太郎         | 4:39  |
| 5.                                       | 「灯火」             | レフティーモンスター | レフティーモンスター | 3:13  |
| 6.                                       | 「夏の匂い」         | レフティーモンスター | レフティーモンスター | 6:01  |
| 7.                                       | 「ホシアイ」         | イトヲカシ           | レフティーモンスター | 4:39  |
| 8.                                       | 「walk」             | レフティーモンスター | レフティーモンスター | 4:50  |
| 合計時間:                                | 合計時間:            | 合計時間:            | 合計時間:            | 36:02 |

## クレジット

### 参加ミュージシャン
やくそく
- 伊東歌詞太郎 (Vocal)
- ポンデ王子 (Guitar)[6]
- レフティーモンスター (Bass & Programming)
- カオル（GEEKS） (Piano)
- ICCHAN (Drums)

Re;MilkyWay
- 伊東歌詞太郎 (Vocal)
- 片岡健太（sumika） (Guitar)[7]
- レフティーモンスター (Bass & Piano & Programming)
- ICCHAN (Drums)
- emyu (Violin)

欠片
- 伊東歌詞太郎 (Vocal)
- レフティーモンスター (Bass & Piano)
- 片岡健太（sumika) (Guitar)[7]
- ICCHAN (Drums)

うそつきだ、僕は
- 伊東歌詞太郎 (Vocal)
- レフティーモンスター (Bass & Piano)
- 片岡健太（sumika）(Guitar)[7]
- ICCHAN (Drums)

灯火
- 伊東歌詞太郎 (Vocal)
- レフティーモンスター (Bass & Piano)
- エンドウ（GEEKS) (Guitar)[8]
- ICCHAN (Drums)

夏の匂い
- 伊東歌詞太郎 (Vocal)
- レフティーモンスター (Piano)

ホシアイ
- 伊東歌詞太郎 (Vocal)
- レフティーモンスター (Bass)
- エンドウ（GEEKS) (Guitar)[8]
- カオル（GEEKS) (Piano)
- ICCHAN (Drums)
- emyu (Violin)

walk
- 伊東歌詞太郎 (Vocal)
- レフティーモンスター (Bass)
- 片岡健太（sumika） (Guitar)[7]
- カオル（GEEKS） (Piano)
- ICCHAN (Drums)

### アートワーク
- さとこう (Illustration)
- エンドウ（GEEKS） (Design)

### レコーディング
- Sound Produce & arranged by レフティーモンスター
- Recording & Mixing & Mastered by たるとP
- Recording at Studio Walk, Fooさんのアトリエ